# 交趾黄檀
交趾黄檀（学名：Dalbergia cochinchinensis），俗称大红酸枝、老红木、海梅，是黄檀属的一种植物，产于柬埔寨、老挝、泰国和越南。交趾黄檀在中国被视为红木的“老三样”之一，是名贵的红木家具原材料，因此引发原产地的大规模砍伐。
泰国、越南的大红酸枝天然来源基本已枯竭，只有老挝、柬埔寨交界处尚有存留。2013年，它成为CITES附录二保护植物。